# Convento de Santa Clara (Carmona)
El convento de Santa Clara, situado en Carmona (provincia de Sevilla), fue fundado en 1460, siendo una de las primeras muestras de arquitectura conventual existente en la ciudad. 
Su fundación se autorizó mediante una bula otorgada por el pontífice Pío II en 1460, a petición de sus fundadoras doña Teresa y doña Beatriz de Salcedo. Desde sus primeros años de existencia, gozó de protección del pontificado y la corona, como la custodia de las llaves de la ciudad de Carmona en periodos de guerra o la exención de impuestos a los vecinos que estaban al servicio del convento. 
Este convento contó con grandes fuentes de riqueza en el ámbito rural a lo largo de su historia, entre los que destaca el que se produjo a la muerte de Beatriz Pacheco, duquesa de Arcos, en 1511
ocasionaron ejemplares muestras arquitectónicas de los siglos XV, XVI, XVII y XVIII, conservadas sin haber sufrido modificaciones importantes que pudieran suponer una deformación considerable de su fisonomía original.

## Descripción

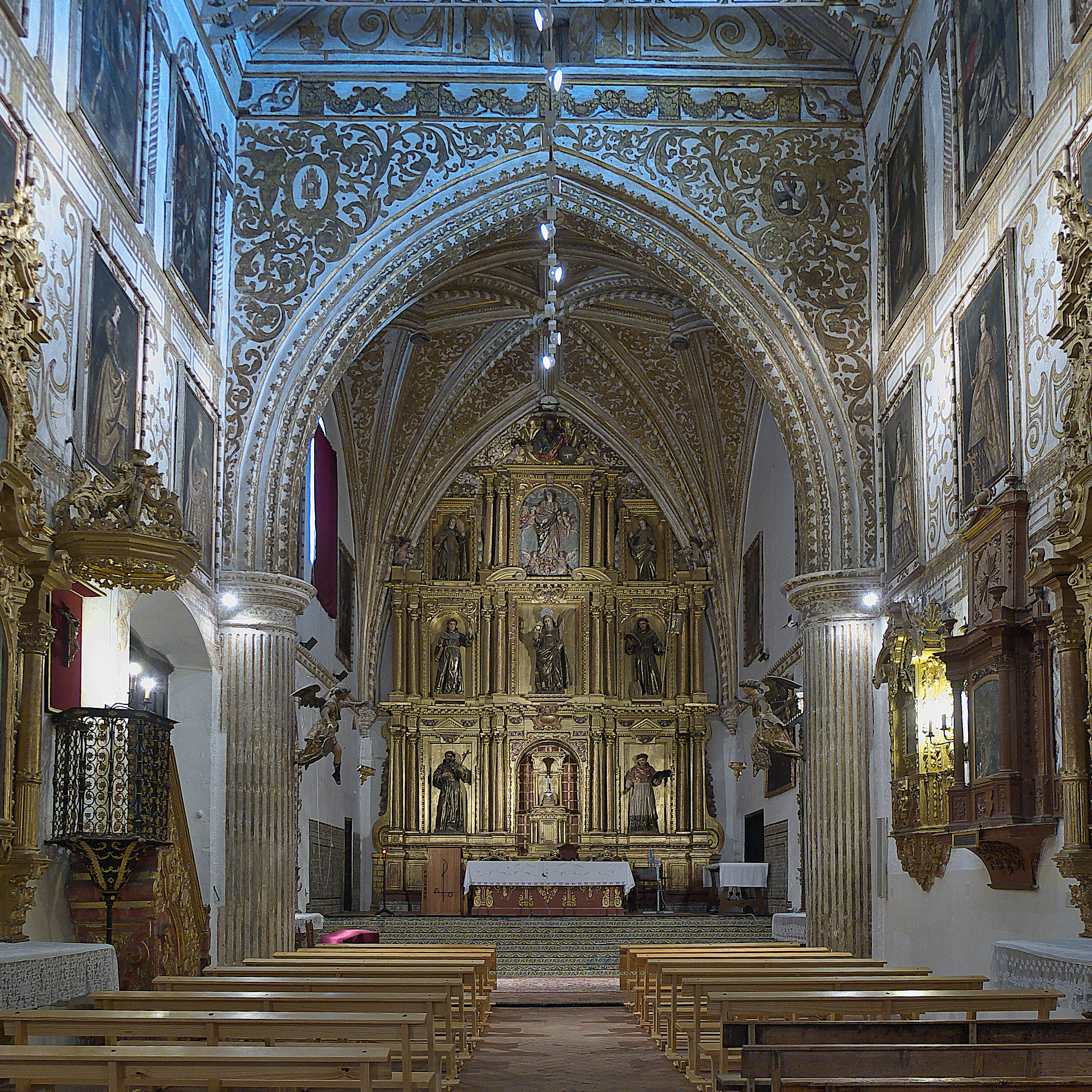
Presbiterio de la capilla mayor

Se encuentra en el casco antiguo de Carmona, dando sus fachadas principales a las calles Santa María de Gracia y Torno de Santa Clara. Se construye sobre un espacio segregado del conjunto palaciego de la familia Ponce de León en la colación de Santiago.
Las primeras construcciones responden al estilo mudéjar de finales del siglo XV y principios del XVI, centradas básicamente en la iglesia y el claustro con sus dependencias aledañas y patios. 
La iglesia, de finales del siglo XV, presenta planta rectangular de una sola nave cubierta con armadura de par y nudillo con tirantes pareados, y presbiterio con bóveda gótica de terceletes, decorada en su totalidad con pinturas de dorado plano pertenecientes al siglo XVII. A esta misma época corresponde el programa hagiográfico de la nave que comprende 12 lienzos en los que se representan santas que procesionan hacia el altar mayor y 10 ángeles portando instrumentos musicales, ofrendas y armas.
A los pies, ocupando casi dos tercios de la nave, se encuentra el doble coro. El bajo presenta cubierta adintelada y se cierra mediante una reja; el alto se cubre por la prolongación del artesonado de la nave y se cierra mediante una estructura de tablazón.
Del conjunto de bienes muebles que conserva la iglesia, destaca el retablo mayor, obra significativa de cordobés Felipe de Ribas, realizado hacia 1645. Es una pieza fundamental de la retablística sevillana del siglo XVII, obra que completa el conjunto decorativo.
El claustro presenta doble arcada en sus cuatro flancos. La inferior posee arcos de medio punto sobre columnas clásicas enmarcadas con alfiz, y la superior arcos rebajados sobre pilares de ladrillo. El conjunto presenta un maridaje arquitectónico de elementos mudéjares y renacentistas.
El refectorio es de planta rectangular con cubierta de vigas de madera, decoradas con motivos de candelieri, grutescos y mascarones. La sala capitular presenta planta rectangular y se cubre mediante una cubierta morisca en artesa con tirantes. La parte destinada para las celdas responde a un sector de la trama urbana integrado en el convento donde alternan patios, corredores, pórticos y estancias que, en una disposición anárquica, conducen a la zona del huerto.
Las últimas incorporaciones arquitectónicas corresponden al siglo XVIII, de las que destacan la doble portada de ingreso al compás, la torre mirador y el campanario situado a los pies de la iglesia.